# Linyphia catalina
Linyphia catalina là một loài nhện trong họ Linyphiidae.
Loài này thuộc chi Linyphia. Linyphia catalina được Willis J. Gertsch miêu tả năm 1951.